# United Farmers of Ontario

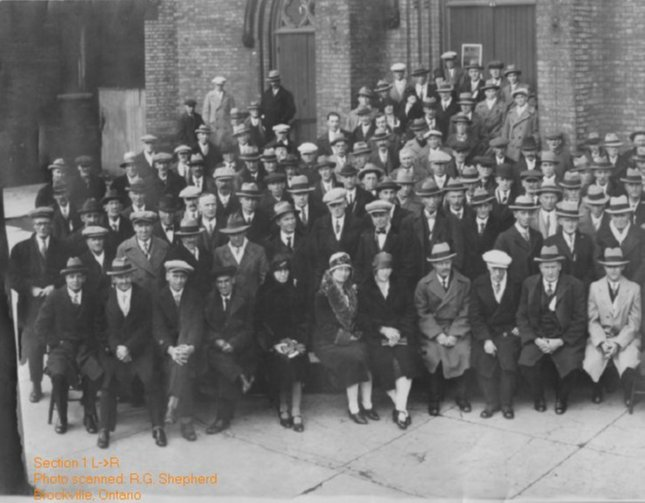
United Farmers of Ontario, 1928.

Les United Farmers of Ontario (UFO) étaient la section ontarienne du mouvement United Farmers qui est apparu au Canada dans la première moitié du XXe siècle.

## Fondation
La UFO est fondée en 1914 par la fusion de divers groupes d'agriculteurs qui étaient apparus au cours des quinze années précédentes. James J. Morrison est la figure de proue de l'UFO et sert à titre de secrétaire général ainsi que secrétaire de la United Farmers Co-operative Company Ltd., la coopérative gérée par la UFO au profit de ses membres.

## Politique

### Gouvernement
La UFO fait son entrée en politique en présentant un candidat lors d'une élection partielle dans la circonscription de Manitoulin en 1918 ; Beniah Bowman est élu premier député de l'UFO à l'Assemblée législative de l'Ontario. Lors de l'élection provinciale de 1919, à la surprise générale (y compris la sienne), la UFO remporte l'élection en remportant 45 sièges à l'Assemblée législative malgré le fait qu'ils n'ont aucun chef. Morrison avait espéré que la UFO détiendrait la balance du pouvoir et serait ainsi en mesure d'introduire des législations pour le bénéfice des agriculteurs, mais il croyait que la UFO devrait se concentrer strictement sur les questions agricoles et s'opposait à la formation d'un gouvernement puisque la formation devrait alors représenter une population plus étendue. Il s'oppose également à une coalition avec le mouvement ouvrier, croyant que ses intérêts étaient à l'opposé de ceux des fermiers. Morrison s'est vu offrir le poste de chef de caucus UFO et premier ministre de l'Ontario à la suite de l'élection, mais il refuse. Le poste va plutôt à Ernest Charles Drury.
Contre les objections de Morrison, la UFO s'allie à un député indépendant et onze députés du Parti ouvrier indépendant pour former un gouvernement de coalition de 1919 à 1923 sous la direction de Drury. Morrison demeure secrétaire général de la UFO ; lui et Drury sont à couteaux tirés pendant les quatre prochaines années, Morrison s'opposant à plusieurs projets du gouvernement et poussant plusieurs fermiers à se tourner contre Drury qui tentait de diriger un gouvernement progressiste à grande échelle plutôt qu'un simple gouvernement pour la classe d'agriculteurs.

### Défaite et déclin
Le gouvernement Drury est défait lors de l'élection de 1923 ; 17 députés UFO sont réélus à l'Assemblée législative, ainsi que quatre du Parti ouvrier, contre 75 conservateurs. Drury est défait dans sa circonscription.
La UFO demeure le deuxième parti en importance à l'Assemblée législative ; toutefois, on leur refuse le statut d'Opposition officielle. Le nouveau premier ministre Howard Ferguson annonce que le Parti libéral de W.E.N. Sinclair serait la nouvelle Opposition officielle et que son chef serait Chef de l'Opposition, malgré un caucus inférieur de trois députés au caucus UFO. Ferguson justifie sa décision en citant l'annonce de Morrison selon laquelle la UFO se retirait de la politique active.
Manning Doherty, le chef du caucus UFO, est furieux, mais il ne réussit qu'à obtenir une décision du Président de l'Assemblée accordant au chef UFO un salaire supplémentaire en tant que chef d'un caucus de plus de 15 députés. Dix-huit mois après l'élection générale, William Raney devient chef du caucus qui s'appelait désormais « progressiste ».
L'élection de 1926 est une nouvelle déception pour le groupe : seuls 13 députés progressistes sont réélus, de même que trois députés UFO et un seul député ouvrier. En décembre 1926, le congrès UFO vote pour mettre fin à la participation de leurs propres candidats (rendant officiel l'annonce de Morrison). Certains clubs UFO locaux continuent de présenter des candidats pour quelques années aux élections. Toutefois, la UFO considère le Parti progressiste comme le leur, et à toutes fins pratiques les deux sont un seul et même groupe en Ontario.
Raney démissionne son siège à l'Assemblée législative l'année suivante et Harry Nixon, ancien ministre, lui succède. Lors de l'élection de 1929, seulement 5 progressistes, 1 ouvrier et 1 UFO sont réélus. Au début des années 1930, Nixon et les progressistes  acceptent de s'allier à un ancien militant des UFO, Mitchell Hepburn qui était devenu chef du Parti libéral en 1930. Quatre députés libéraux-progressistes sont élus dans l'élection de 1934 et se joignent à Hepburn pour former un gouvernement.
En 1940, Farquhar Oliver, le dernier député UFO à l'Assemblée législative, se joint au conseil des ministres de Hepburn et devient officiellement un libéral ; il avait appuyé le gouvernement Hepburn depuis 1934.
Agnes Macphail (anciennement députée à la Chambre des communes du Canada sous la bannière du Parti progressiste) encourage les United Farmers of Ontario à se joindre à la Co-operative Commonwealth Federation (CCF) lors de la formation de cette dernière en 1932. L'union a lieu, mais la UFO se désaffilie en 1934 et imite les groupes United Farmers dans les provinces de l'Ouest canadien en décidant de se retirer complètement de la politique pour devenir un groupe de lobby. Toutefois, les députés qui siègent toujours, comme Agnes Macphail et Farquhar Oliver, continuent de se présenter aux élections sous la bannière UFO jusqu'en 1940.
En 1942, la UFO fusionne avec d'autres groupes d'agriculteurs pour former la Fédération de l'agriculture de l'Ontario.
Toutefois, plusieurs membres des United Farmers se joignent à la CCF à titre individuel, incluent Macphail qui devient la première présidente de la CCF de l'Ontario en 1932. Elle est élue à l'Assemblée législative de l'Ontario sous la bannière de la CCF lors de l'élection de 1943.

## Chefs UFO/Progressistes
| Nom                   | Chef      | Premier ministre |
| --------------------- | --------- | ---------------- |
| E. C. Drury           | 1919-1923 | 1919-1923        |
| Manning Doherty       | 1923-1924 | —                |
| William Edgar Raney   | 1924-1927 | —                |
| John Giles Lethbridge | 1927-1929 | —                |
| Harry Nixon           | 1929-1934 | —                |

## Secrétaires UFO
| Nom           | Secrétaire |
| ------------- | ---------- |
| J.J. Morrison | 1914-1933  |
| H.H. Hannam   | 1933-1942  |

## Source
- (en) Cet article est partiellement ou en totalité issu de l’article de Wikipédia en anglais intitulé « United Farmers of Ontario » (voir la liste des auteurs).